# Rudolf Hillebrecht

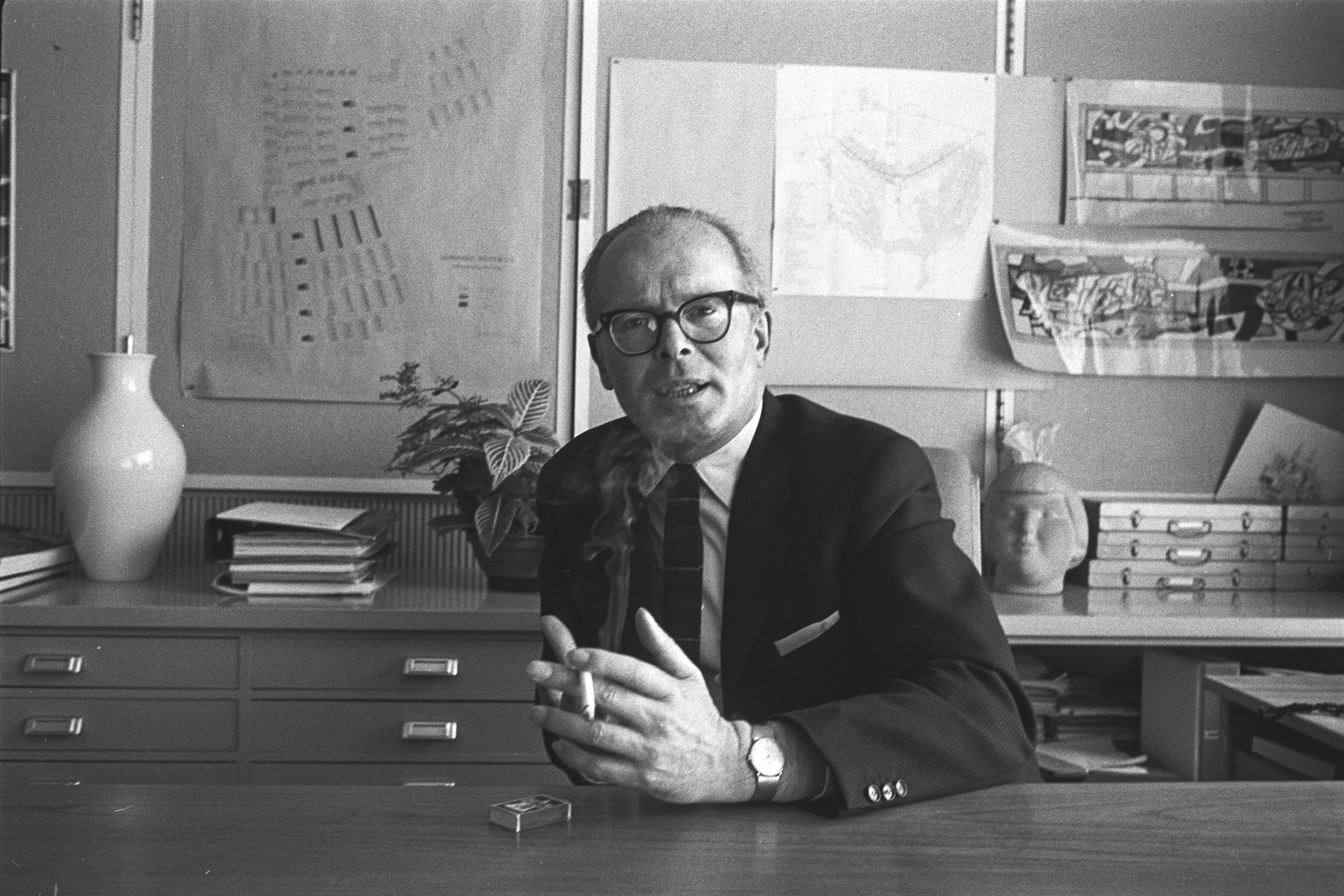
Rudolf Hillebrecht, 1962
(Foto: Herbert Maeder)

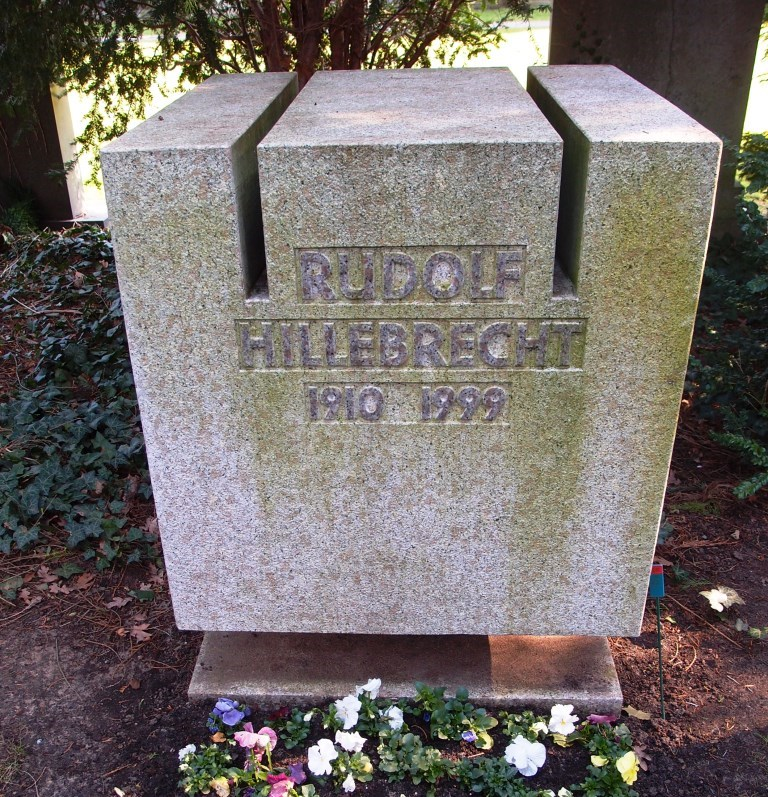
Grabstein von Rudolf Hillebrecht auf dem Engesohder Friedhof in Hannover (2012)

Rudolf Hillebrecht (* 26. Februar 1910 in Linden; † 6. März 1999 in Hannover) war ein deutscher Architekt, Stadtplaner und Baubeamter. Er gestaltete als Stadtbaurat die im Zweiten Weltkrieg durch Luftangriffe stark zerstörte Stadt Hannover zu einer autogerechten Stadt um und ließ dafür zahlreiche noch erhaltene historische Gebäude abreißen.

## Ausbildung und frühe Berufstätigkeit
Hillebrecht wurde als Sohn des Getreidekaufmanns Ernst Hillebrecht und dessen Frau Bertha, geb. Arning, in der damals noch selbstständigen Stadt Linden (seit 1920 Stadtteil von Hannover) geboren. Er besuchte das Kaiserin-Auguste-Victoria-Gymnasium (die heutige Helene-Lange-Schule) und machte dort 1928 das Abitur.
Er studierte Architektur an der Technischen Hochschule Hannover und im Wintersemester 1930/1931 an der Technischen Hochschule Berlin bei Heinrich Tessenow und Hermann Jansen. 1933 legte er in Hannover die Diplom-Hauptprüfung ab und arbeitete zunächst bei den hannoverschen Architekten Hans Nitzschke und Adolf Falke.  Anfang 1934 half er Walter Gropius in Berlin bei der Arbeit an Plänen für den von der Deutschen Arbeitsfront ausgeschriebenen Architektenwettbewerb „Häuser der Arbeit“. Danach fand er Anstellung beim Reichsverband der Deutschen Luftfahrt-Industrie in Travemünde und Hamburg und baute als Regierungsbauführer (Referendar im öffentlichen Bauwesen) Flak-Kasernen in Hamburg-Ohlsdorf.

## Büroleiter bei Gutschow
Anschließend an das bestandene zweite Staatsexamen verließ Hillebrecht 1937 den Staatsdienst und wurde „Chefarchitekt“ im Büro des Hamburger Architekten Konstanty Gutschow, der einen Großwettbewerb zur Gestaltung des Elbufers mit einem 250 m hohen Hochhaus für die NSDAP und einer 65 m breiten Uferstraße auf persönlichen Entscheid Adolf Hitlers gewann. Hillebrecht beantragte am 28. Dezember 1937 die Aufnahme in die NSDAP und wurde rückwirkend zum 1. Mai desselben Jahres aufgenommen (Mitgliedsnummer 5.269.112). Gutschow wurde 1939 vom Hamburger Gauleiter Karl Kaufmann zum „Architekten des Elbufers“ ernannt und mit der Aufstellung eines Generalbebauungsplans für die „Führerstadt“ Hamburg beauftragt. Hillebrecht gehörte zum engsten Mitarbeiterkreis Gutschows, das Büro beschäftigte Anfang 1941 rund 150 Mitarbeiter, Ende 1942 waren es bereits 250. Ab 1941 firmierte das Büro aufgrund zunehmender Kriegsschäden als „Amt für kriegswichtigen Einsatz“, organisierte Trümmerräumung, Luftschutzmaßnahmen sowie Ersatzwohnraum-Beschaffung.
Hillebrecht entfaltete als Büroleiter Gutschows ein großes organisatorisches Talent. Er war mit den Plänen für die Neugestaltung Hamburgs befasst, koordinierte den Einsatz von Kriegsgefangenen und Zwangsarbeitern und organisierte die Beschaffung von Baumaterial für Hamburger Luftschutzbauten, unter anderem aus dem Klinkerwerk des KZ Neuengamme. Ab 1944 war er tätig in Albert Speers Wiederaufbaustab. Mit Gutschow unternahm Hillebrecht im Januar 1944 eine Reise, die sie durch 24 schwer vom Luftkrieg zerstörte Städte führte. Sie erarbeiteten „Richtlinien zur Statistik“ und Schadenskartierung, die als Grundlage für die Wiederaufbauplanung dienen sollten.
Noch im Herbst 1944 wurde Hillebrecht zur Wehrmacht eingezogen und erlebte das Kriegsende in US-amerikanischer Kriegsgefangenschaft. Ab 1946 arbeitete er unter Viktor Agartz in der Abteilung Bauwirtschaft beim Zentralamt für Wirtschaft der britischen Besatzungszone in Bad Pyrmont, ab 1947 als Sekretär für Bau- und Wohnungswesen im Zonenbeirat in Hamburg.

## Stadtbaurat in Hannover
Nach seiner erfolgreichen Bewerbung als Stadtbaurat 1948 führte Hillebrecht mit Unterstützung von Konstanty Gutschow als Berater die in Speers Wiederaufbaustab entwickelten Konzepte in Hannover fort. Unter dem Motto „Deutschland will leben – Deutschland muß bauen“ initiierte er mit Gutschow die Baufachmesse Constructa, die 1951 die Aufbauleistung deutscher Städte zeigte und den Vorbildcharakter Hannovers unterstrich. Hillebrecht und der Architekt der Stadt Auschwitz Hans Stosberg, der 1948 das Planungsamt der Stadt übernahm, bildeten ein „gut trainiertes Team, das auch ohne planungsrechtliche Voraussetzungen eigenständig Entscheidungen treffen kann“, so der Architekturhistoriker Werner Durth. Ein weiterer Mitarbeiter Hillebrechts aus Speers Wiederaufbaustab war ab 1949 der Bremer Architekt Wilhelm Wortmann, der 1951 den Flächennutzungsplan für Hannover entwickelte.
Hillebrecht gelang es gegen erhebliche Widerstände, den Grundeigentümern ein Festhalten an den alten Fluchtlinien auszureden, um eine autogerechte Innenstadtplanung zu ermöglichen. Von dem 61 Hektar großen Planungsgebiet der völlig zerstörten Innenstadt gaben die Grundbesitzer 15 Prozent kostenlos an die Stadt ab. So entstand zum Beispiel das Kreuzkirchenviertel in der hannoverschen Altstadt. Barocke und klassizistische Achsen der früheren Residenzstadt Hannover wurden zugunsten geschwungener Autostraßen aufgegeben. Durch die Tangenten bzw. den Innenstadtring sollte der Stadtkern vom Autoverkehr freigehalten und gleichzeitig die Zufahrt zu allen Zentrumsbereichen erleichtert werden. Das Magazin Der Spiegel widmete ihm und dem Aufbau der Stadt Hannover im Juni 1959 eine Titelgeschichte über das Wunder von Hannover. Hillebrecht gilt heute als prototypischer Vertreter einer Stadtplanung, die das Leitbild der „autogerechten Stadt“ umsetzte.
Der Bau großer Autotrassen (Hamburger Allee, Berliner Allee, Leibnizufer) durch die Innenstadt führte zur weiteren Auflösung der vor dem Krieg dichten Bebauung. Die breiten Straßen trennen teilweise noch heute ganze Stadtteile ab und wirken mit ihrer Architektur der singulären Bauten wie Fremdkörper in der ansonsten dichten Bebauung der Innenstadt. Städtische Plätze wurden zu Verkehrsverteilern. Charakteristische Platzelemente wie etwa eckbetonende Bauten verschwanden. Die Calenberger Neustadt, im 17. Jahrhundert die erste große Erweiterung der eigentlichen Altstadt, ist durch die sechsspurige Straße Leibnizufer von der Altstadt im Bereich der Leine getrennt. Die ehemalige Leineinsel im Bereich der Altstadt wurde durch Zuschüttung eines Leinearms beseitigt.
Darüber hinaus ließ Hillebrecht trotz Protesten aus der Bevölkerung zahlreiche historische Gebäude, die den Krieg überstanden hatten, abreißen: so etwa die Flusswasserkunst am Leineschloss oder das Friederikenschlösschen am Friederikenplatz. Viele der in der Nachkriegszeit abgebrochenen Gebäude stammten aus der Gründerzeit und waren Hinterhofbebauung (z. B. der heutigen Berliner Allee). Bis in die 1970er Jahre hinein wurden gründerzeitliche Gebäude beseitigt. Der geplante Abriss ganzer Viertel aus dieser Epoche im Stadtteil List wurde hingegen nicht ausgeführt. Den Abriss der Flusswasserkunst bezeichnete Hillebrecht später selbst als Fehler.
Im Gegensatz zu anderen Stadtplanern richtete er sehr früh seine Planungen auf den motorisierten Individualverkehr aus. Hillebrecht war ein Bauhausmann, verehrte den klassizistischen Baustil, lehnte den Historismus ab, schuf Traditionsinseln, war ein Feind von Hochhäusern und sprach lieber von Neuaufbau als von Wiederaufbau. In seiner Amtszeit wurde in der Innenstadt Hannovers, unter anderem mit dem Kröpcke, der Georgstraße und der Bahnhofstraße, die damals größte zusammenhängende Fußgängerzone Deutschlands geschaffen. Dies begründete den Ruf Hannovers als Einkaufsstadt in Norddeutschland. Allerdings wird Hillebrechts Wirken in Hannover auch kritisch gesehen. Er selbst sprach schon 1957 von verpassten Chancen. Obwohl sich Hillebrecht nicht für architektonische Details erwärmte („Ich denke nicht daran, Fenstersprossen zu reglementieren“), sah er es – im Unterschied zu anderen Stadtbauräten – als seine Aufgabe an, für umfangreiche so genannte Straßenmöblierung durch Kunst im öffentlichen Raum zu sorgen, für die er häufig Mäzene gewann, die junge Künstler beauftragten.
Die Nachfolge Hillebrechts trat 1975 Hanns Adrian an.
Hillebrechts Grab befindet sich auf dem Stadtfriedhof Engesohde in Hannover. Der Platz vor der Bauverwaltung neben dem hannoverschen Neuen Rathaus wurde nach ihm benannt.

## Ehrenämter und Auszeichnungen
- 1951: Honorarprofessor der Technischen Hochschule Hannover
- 1953: Laves-Plakette der Laves-Gesellschaft[15]
- 1957: Präsidiumsmitglied der Deutschen Akademie für Städtebau und Landesplanung
- 1957–1979: Vorsitz des Planungsbeirats für West-Berlin
- 1958: Ehrendoktorwürde der Technischen Hochschule Aachen
- 1960: Dieselring
- 1962: Großes Verdienstkreuz des Niedersächsischen Verdienstordens
- 1964: Orden Pour le Mérite für Wissenschaft und Künste
- 1965: Großes Verdienstkreuz mit Stern der Bundesrepublik Deutschland (ab 1975 in der höheren Ordensstufe mit Stern und Schulterband)
- 1966: Präsident der Gottfried-Wilhelm-Leibniz-Gesellschaft
- 1972: Camillo-Sitte-Preis für Städtebau
- 1973: Vorsitz des Bauausschusses des Deutschen Städtetags
- 1973: Vorsitz des Kuratoriums für Urbanistik
- 1974: Mitglied der Akademie der Künste Berlin
- 1980: Ehrenbürgerwürde der Stadt Hannover
- 1989: Ehrensenator der Medizinischen Hochschule Hannover (MHH)